# Regionale Vereinbarung über den Binnenschifffahrtsfunk
In der Regionalen Vereinbarung über den Binnenschifffahrtsfunk (engl. Regional Arrangement on the Radiocommunication Service for Inland Waterways – abgekürzt RAINWAT) einigten sich am 6. April 2000 die Unterzeichnerstaaten durch ihre Verwaltungen in Übereinstimmung mit Artikel 6 der Vollzugsordnung für den Funkdienst (VO Funk) der Internationalen Fernmeldeunion (ITU) über die Bestimmungen zum Binnenschifffahrtsfunk in Europa. Die Vereinbarung trat am 1. August 2000 in Kraft und löste eine vorherige Vereinbarung ab, die in Brüssel getroffen worden war.

## Unterzeichnerstaaten
Die Regionale Vereinbarung über den Binnenschifffahrtsfunk wurde am 6. April 2000 in Basel getroffen. Die Vereinbarung gilt aktuell zwischen folgenden Staaten
| - Belgien - Bulgarien - Deutschland | - Frankreich - Kroatien - Luxemburg | - Moldawien - Montenegro - Niederlande | - Österreich - Polen - Rumänien | - Serbien - Slowakei - Schweiz | - Tschechische Republik - Ungarn |

## Terminologie
Es werden vier Verkehrskreise definiert:
- Schiff-Schiff,
- Nautische Information,
- Schiff-Hafenbehörde,
- Funkverkehr an Bord.

## Frequenzzuteilung
Es wird festgelegt, dass für das Errichten und Betreiben einer Schiffsfunkstelle eine Genehmigung für die Schiffsfunkstelle vorhanden sein muss. Diese Genehmigungsurkunde hat von der zuständigen Behörde des Landes, in dem das Schiff registriert ist, ausgestellt zu sein. Die Genehmigungsurkunde muss ständig an Bord des Schiffes sein und den zuständigen Behörden auf Aufforderung vorgelegt werden.

## Funkbetriebszeugnis
Die Bedienung einer Schiffsfunkstelle muss von einer Person ausgeführt werden, die Inhaber eines UKW-Sprechfunkzeugnis für den Binnenschifffahrtsfunk oder eines gleichwertigen Zeugnisses ist.
Die Zeugnisse, die auf Grund der Bestimmungen dieser Vereinbarung oder nach den Bestimmungen des früheren Artikels 55 (VO Funk Ausgabe 1990, Revision 1994) oder des bestehenden Artikels 47 der VO Funk erteilt wurden, sind von allen Vertragsverwaltungen vorbehaltlos anzuerkennen.

## Sendeleistung
Bei VHF-Funkanlagen muss die Ausgangsleistung auf einen Wert zwischen 6 W und 25 W eingestellt sein. Es gelten jedoch folgende Ausnahmen:
1. In den Verkehrskreisen Schiff-Schiff, Schiff-Hafenbehörde und Funkverkehr an Bord wird die Ausgangsleistung bei Schaltung auf einen dieser Kanäle automatisch auf einen Wert zwischen 0,5 W und 1 W begrenzt.
2. Im Verkehrskreis Nautische Information kann von den zuständigen Behörden ein Betrieb mit einer reduzierten Ausgangsleistung zwischen 0,5 W und 1 W für Schiffe in ihrem Hoheitsgebiet gefordert werden.
3. Bei den AIS-Kanälen darf die Ausgangsleistung 25 W nicht übersteigen.

## Tragbare Funksprechgeräte
Die Verwendung tragbarer VHF-Funkanlagen ist auf den Verkehrskreis Funkverkehr an Bord beziehungsweise auf die Kanäle 15 und/oder 17 beschränkt. Lediglich in den Niederlanden und der Schweiz dürfen auf Sportbooten tragbare VHF-Funkanlagen für alle Verkehrskreise verwendet werden.

## ATIS
ATIS ist für alle Funkanlagen vorgeschrieben.
Die Verwaltungen können Funkanlagen für Funkstellen zulassen, bei denen der Empfang des ATIS-Signals im Lautsprecher oder Handapparat durch ATIS-Killer unterdrückt werden kann. Es wird nur das Tonsignal anderer Stationen beim Empfang unterdrückt, jedoch nicht die Abgabe der eigenen ATIS-Kennung.  
Eine Schiffsinformationsdatenbank wurde erstellt, die alle Rufzeichen, Schiffsnamen, ATIS-Codes und MMSI der Länder, die die Regionale Vereinbarung über den Binnenschifffahrtsfunk unterzeichnet haben, enthält. Die Datenbank und eine Suchmaschine sind auf der Website des COMMITTEE RAINWAT zu finden. Für die Aktualisierung und Funktionstüchtigkeit der Datenbank ist die belgische Verwaltung verantwortlich.
Für Schiffe, die aus Staaten kommen, deren Verwaltungen nicht Mitglieder der Regionalen Vereinbarung sind, ist der ATIS-Code aus der MMSI durch Voranstellen der Ziffer 9 zu bilden.

## Gegenseitige Anerkennung von Zulassungen
Es wurde beschlossen, dass die Verwaltungen ihre zugelassenen oder anerkannten Funkanlagentypen gegenseitig anerkennen, wenn die betrieblichen und technischen Merkmale der entsprechenden Funkanlage dieser Vereinbarung oder diesbezüglichen international gültigen Normen entsprechen.